# Sanson (motocicleta)
Sanson (escrit de vegades Sansón) fou una marca catalana de motocarros i motocicletes fabricats a Barcelona entre 1958 i 1965 -les motos, entre 1959 i 1961- per un conegut fabricant del sector del transport lleuger i mitjà, Talleres Arau. La fàbrica era al passatge Pirineus del Poblenou, carrer l'accés al qual es feia a través d'un pas a nivell i al darrere ja hi havia la platja (tota aquesta zona fou remodelada a causa dels Jocs Olímpics de 1992, donant lloc a l'actual platja de la Mar Bella).
L'empresa es dedicava bàsicament a produir motocarros amb motor Hispano Villiers i Matacàs dièsel, i el 1959 va provar sort en el sector de la motocicleta, amb un model de 250 cc equipat amb motor Hispano Villiers bicilíndric del qual se'n fabricaren només 6 unitats.

## Història
Talleres Arau havia començat com a empresa auxiliar per a altres fabricants de motos i motocarros, i abans de començar a fabricar els seus cèlebres models dièsel n'havia fabricat d'altres similars als que corrien per Barcelona amb caixa posterior i motor Hispano Villiers de 197 cc (començà a fabricar-ne el 1958), així com altres amb motor monocilíndric Diter (iniciats el 1960). El 1964 fou presentat l'últim model bicilíndric amb motor Matacàs.

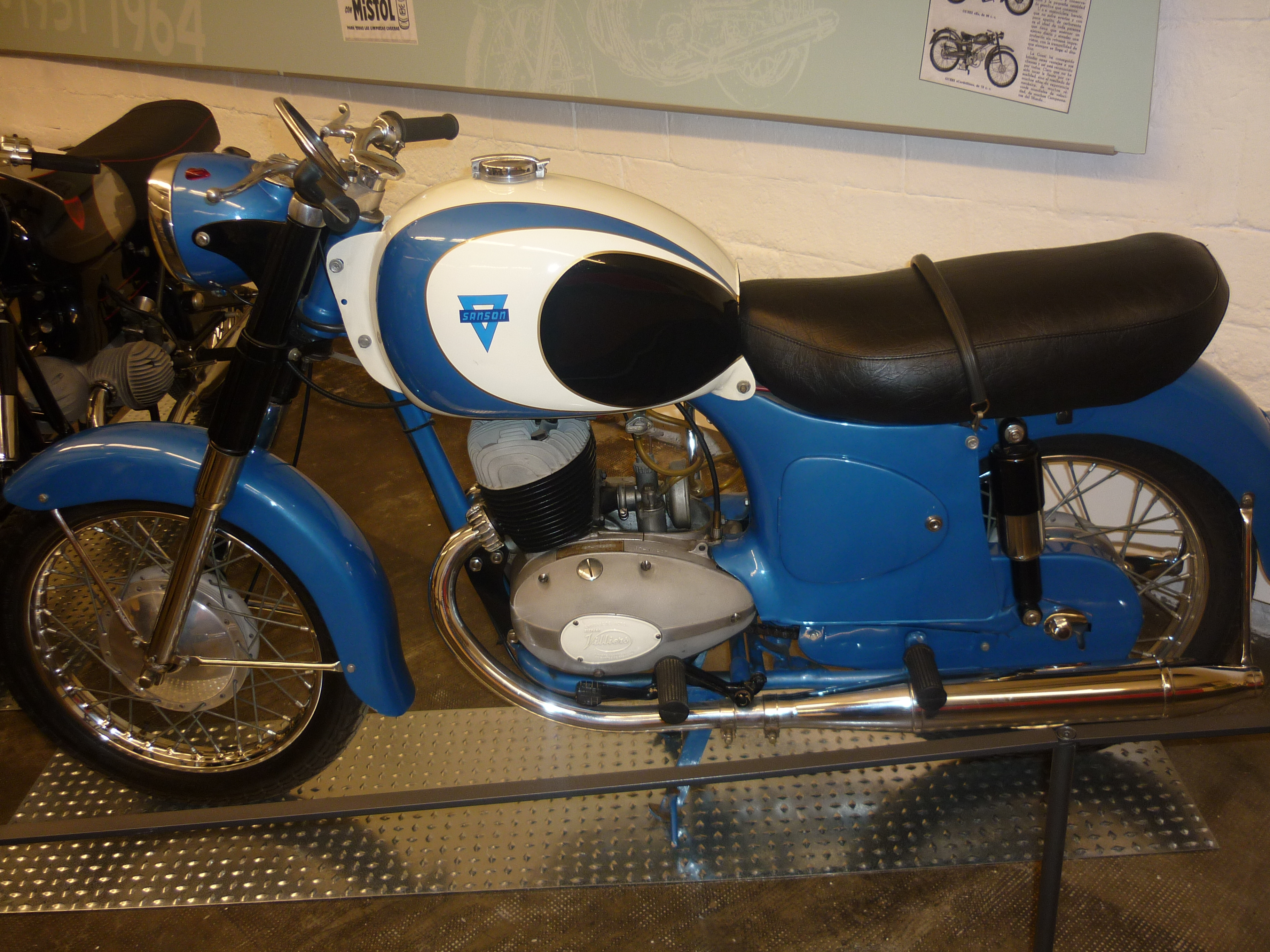
La Sanson Sport bicilíndrica de 250cc

Tanmateix, l'anomenada de la marca es deu sobretot als seus motocarros carrossats amb motor dièsel, fabricats entre 1962 i 1965, que es distingien de la competència (Clúa, Lifante, etc.) pel seu aspecte més reforçat i les seves rodes de gran diàmetre, guanyant ben aviat la fama de ser més fort que els seus competidors.
El motocarro Sanson més famós, conegut com a Sanson Diesel, fou presentat a la Fira de Mostres de Barcelona de 1962. Equipat amb un motor dièsel monocilíndric de quatre temps, refrigerat per aire, amb greixatge per mitjà de bomba. Aquest motor, de tipus IKA i fabricat per l'empresa barcelonina Güldner, desenvolupava una potència de 9 HP a 3.000 rpm. La velocitat màxima del vehicle era de 57 km/h i el consum de gasoli, a una mitjana de 55 km/h, era de 3,5 l./100 km. Segons els usuaris, el seu consum per ciutat era deu vegades menys que el d'un altre vehicle del mateix tipus equipat amb motor convencional de benzina. D'altra banda, la capacitat de càrrega era de fins a 1.500 kg, amb una tara de 900 kg. Totes aquestes característiques, malgrat que el preu era una mica elevat per a l'època (79.700 pts), li atorgaren una bona acceptació comercial: la producció era d'unes 20 unitats mensuals.
D'altres models de motocarro Sanson anaven equipats amb motor bicilíndric Matacàs, un per a 600 kg de càrrega i un altre per a 1.500 kg. Pel que fa a les matriculacions, consta que el 1962 se'n varen fer 178, 180 el 1963, 78 el 1964 i 11 el primer semestre de 1965. A partir d'aleshores, la implantació en el mercat de les furgonetes DKW, Romeo, Tempo i similars varen causar un fort declivi en les vendes de la marca. A partir de 1965, Talleres Arau es dedicà a altres comeses, desapareixent així del mercat la marca Sanson.